# Mangbrot
Ein Mangbrot besteht zu zwei Dritteln aus Roggen- und zu einem Drittel aus Weizenmehl unter Zugabe von Wasser, Sauerteig, Hefe und Salz. Es gehört damit zur Kategorie der Roggenmischbrote.
Es wird Laib an Laib gebacken, teilweise auch in speziellen Brotbackkästen. Hierdurch entsteht besonders an der Oberfläche eine ausgebackene Kruste. Die Backzeit beträgt bei 180–200 °C etwa zwei Stunden.
In den letzten Jahren ist die früher besonders im Rheinland verbreitete Brotsorte von anderen, neueren Brotarten auf dem Markt weitestgehend verdrängt worden.